# 默特尔伍德 (阿拉巴马州)
默特尔伍德（英語：Myrtlewood）是美国阿拉巴马州马伦戈县下属的一座城市。面积约为2.59平方英里（约合6.72平方公里）。根据2010年美国人口普查，该市有人口130人，人口密度为50.12/平方英里（约合19.35/平方公里）。